# Snipa

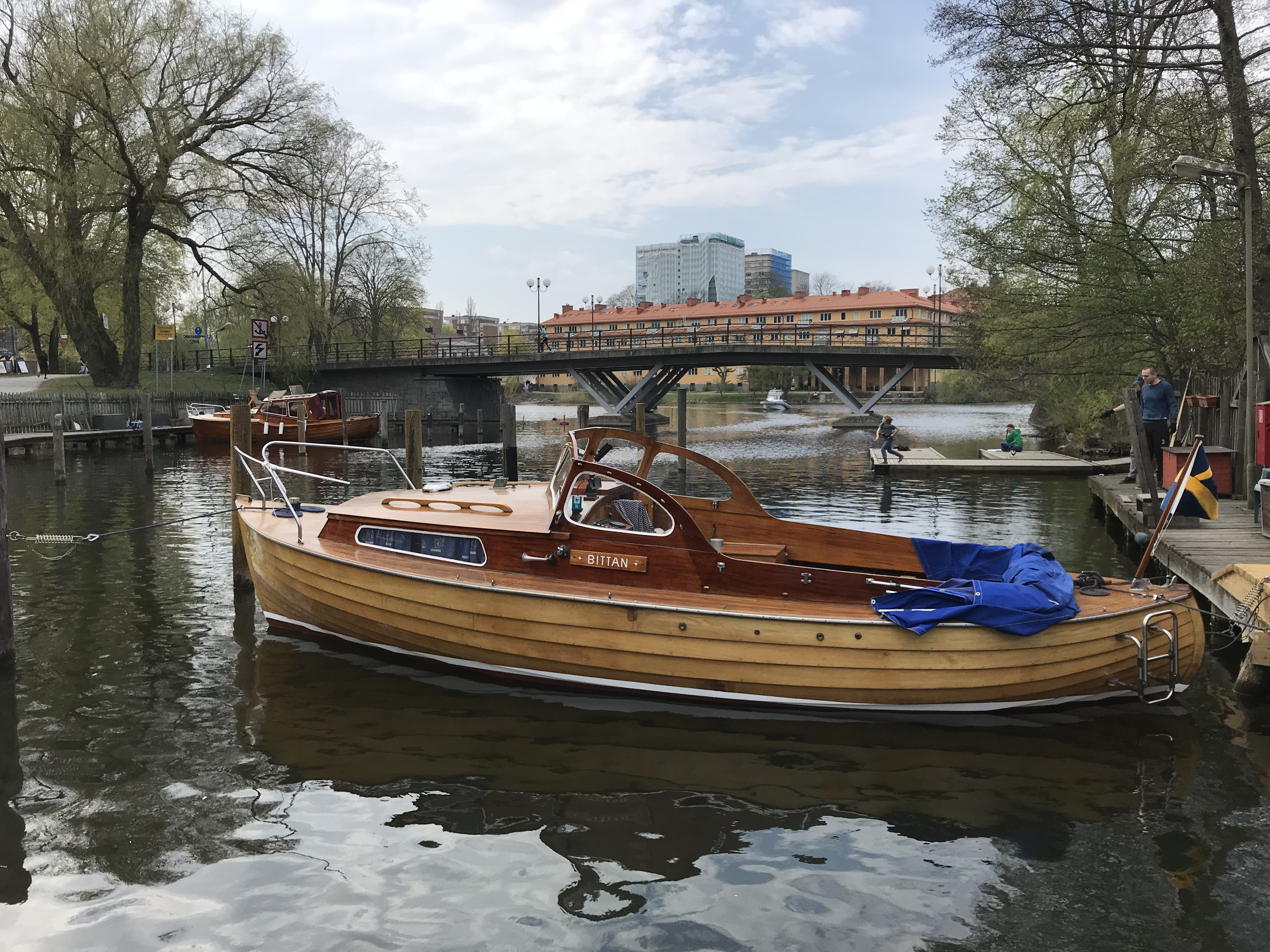
Orustsnipan Bittan från 1968 vid Heleneborgs båtklubb i Pålsundet i Stockholm.

Snipa eller snäcka (fornsvenska: snækkia, fornnordiska: snekkja) är en typ av allmogebåt, en rodd-, segel- eller motorbåt. Kännetecknande för båtmodellen är en spetsig för och en spetsgattad, något rundad akter. Längden kan vara från cirka fyra meter till upp mot åtta meter. Båtarna kan vara öppna eller delvis försedda med däck.
Snipan har haft ett stort utbredningsområde från Östersjöns kuster till Nordsjön inklusive Färöarna och Island. Snipan användes traditionellt till fiske, transporter av olika slag med mera.

## Etymologi
Snipa kommer av samma stam som snip och snibb och avser här det som sluter sig i en vinkel, alltså att båten är spetsgattad. Jämför fågelfamiljen snäppor efter deras näbb.
Snäcka är ursprungligen fornnordiskt och avsåg ursprungligen ett mindre långskepp eller ledungsskepp. Namnet är belagt bland annat som fornsvenska: snækkia, fornnordiska: snekkja och anglosaxiska: snacc. Begreppet finns i flera andra germanska språk: danska: snekke (forndanska: snække), norska: snekke, isländska: snekkja, nederländska: snik (fornsaxiska: snik, snikke, medelnederländska: snik, snicke), lågtyska: snick (medellågtyska: snicke), tyska: Schnigge.
I sydnorskan har begreppet skjegte funnits (med varianterna sjegte och sjægte), vilket har brukats som begrepp för den regionala sniptypen.

## Vikingatida snäcka

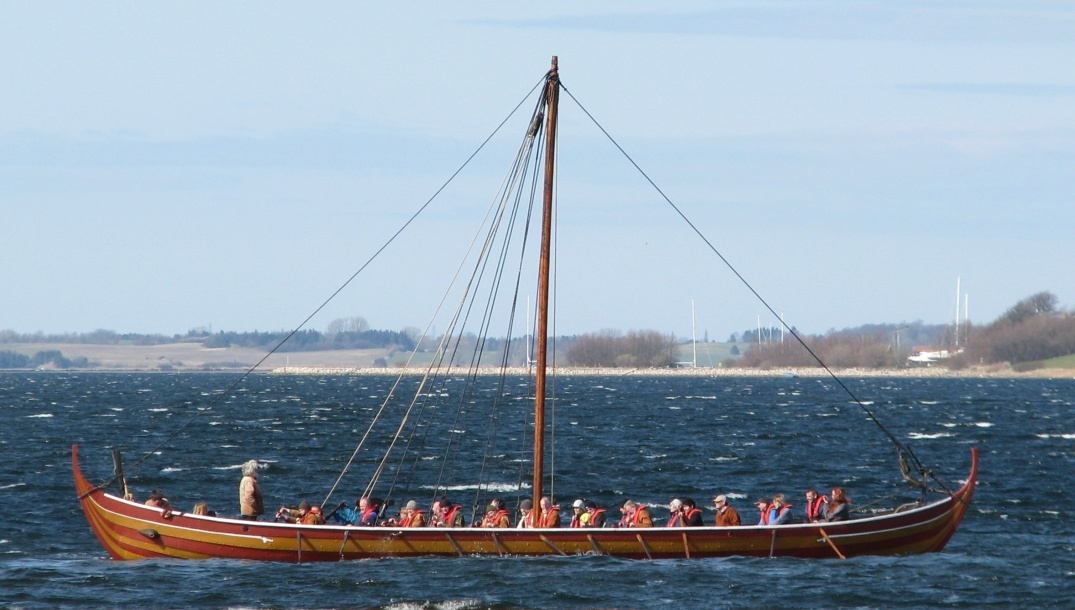
Rekonstruktion av en vikingatida snäcka.

Den nordiska snipan, eller snäckan, har sitt ursprung i vikingatidens klinkbyggda båtar och långskepp, och var ursprungligen ett mindre eller medelstort främst högstammigt och högbordat långskepp eller ledungsskepp.

## Konstruktion
Det finns många lokala varianter av snipa, som exempelvis bohussnipa (i nordligaste Bohuslän liksom i Norge kallas båttypen snäcka), gotlandssnipa, hjälmarsnipa, kåg, norrlandssnipa, skånesnipa, vättersnipa och ölandssnipa. Jaktkanoten och rundgattingen från Blekinge är också typer av snipor.
Den nordiska snipan har tekniskt flera likheter med övrigt äldre båtbyggeri i klink, såsom jullen, ekan och flera liknande båttyper. Numera kan snipor vara försedda med motor, samt även vara byggda i andra material än trä. Dessa kan vara däckade och försedda med ruff, samt även vara mer rundgattade än de äldre spetsgattade sniporna.

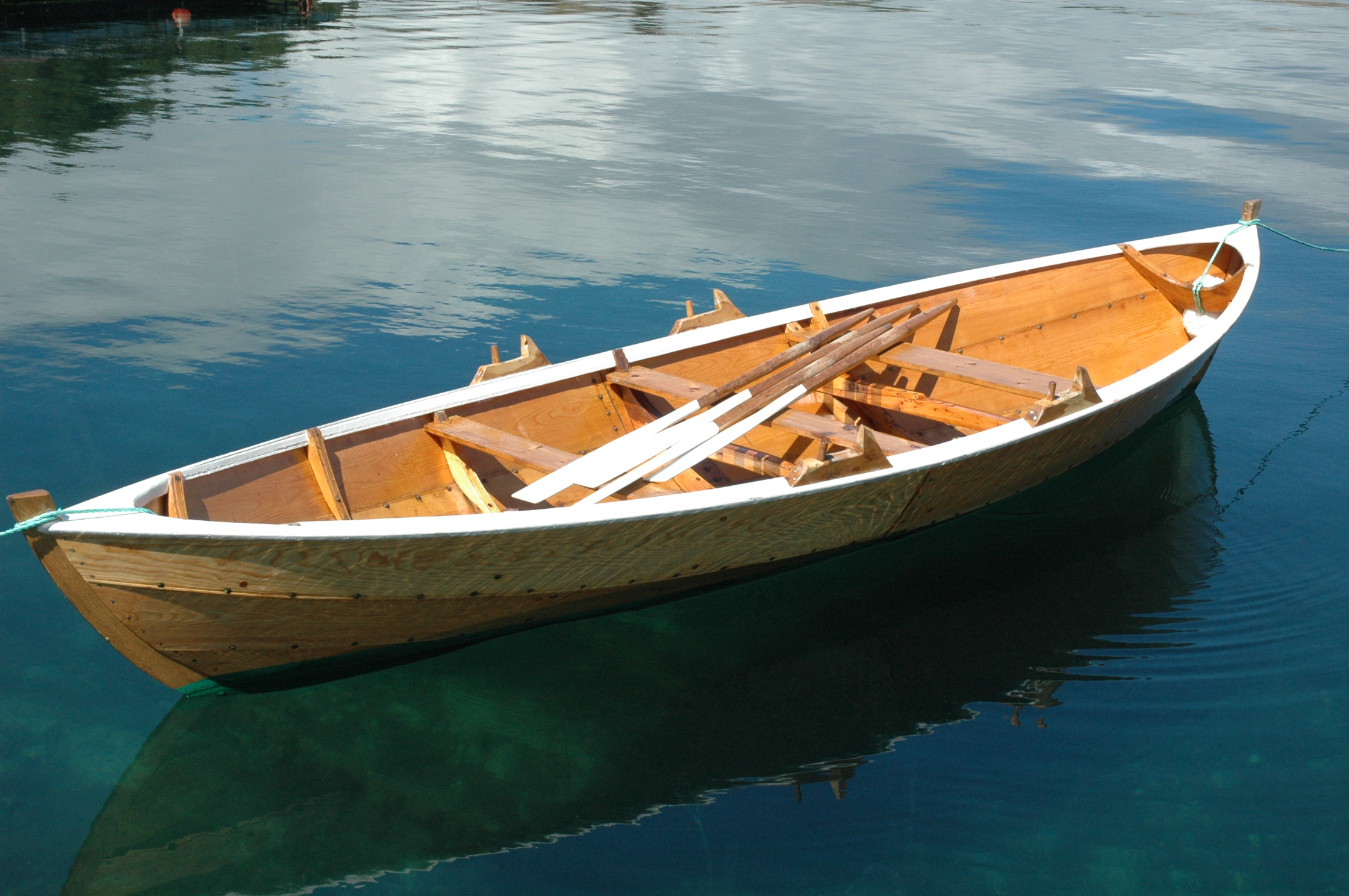
Snipa i Norge.
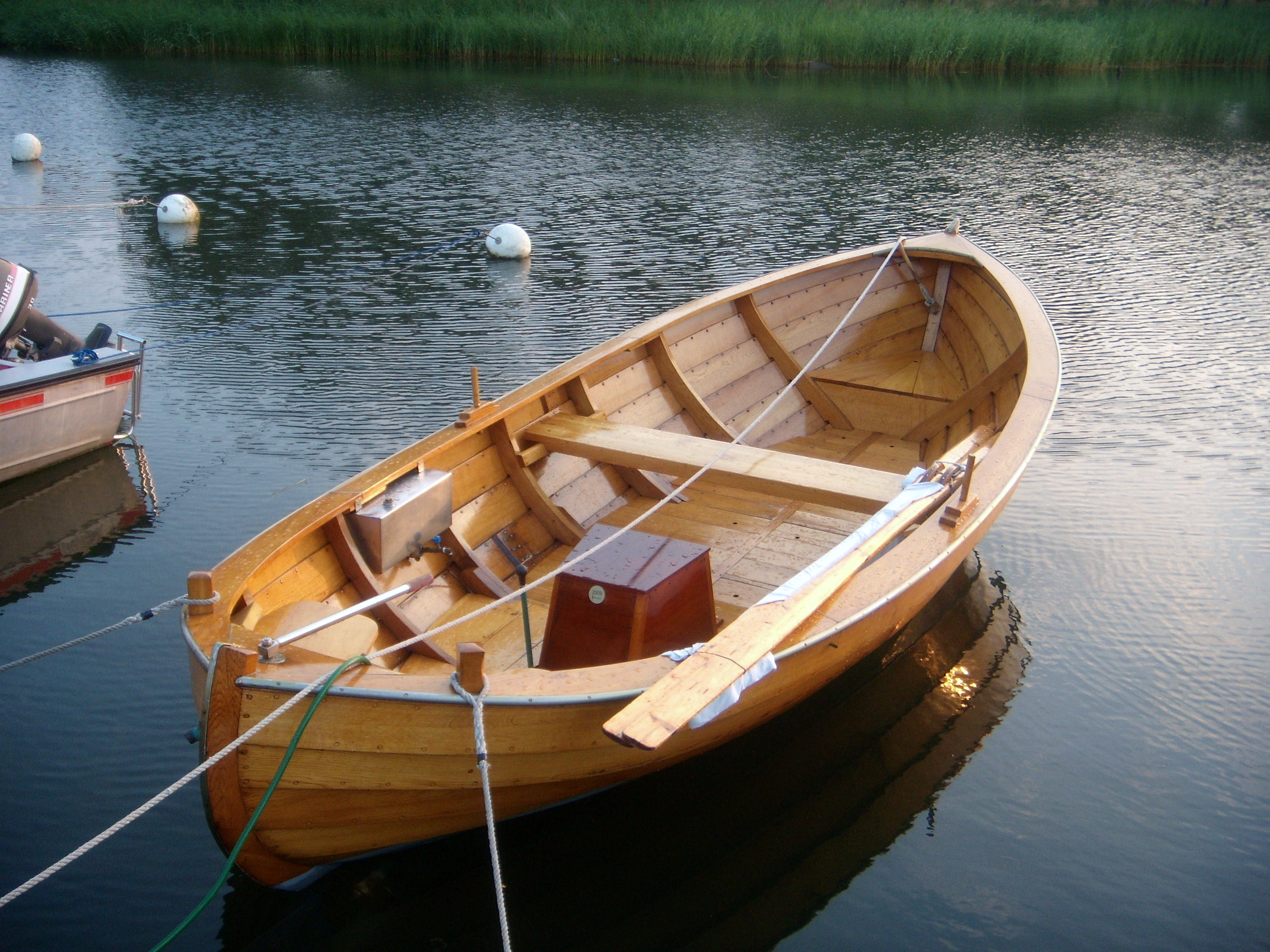
Öppen motorsnipa, en tidigare vanlig modell för att sätta eller vittja fisknät
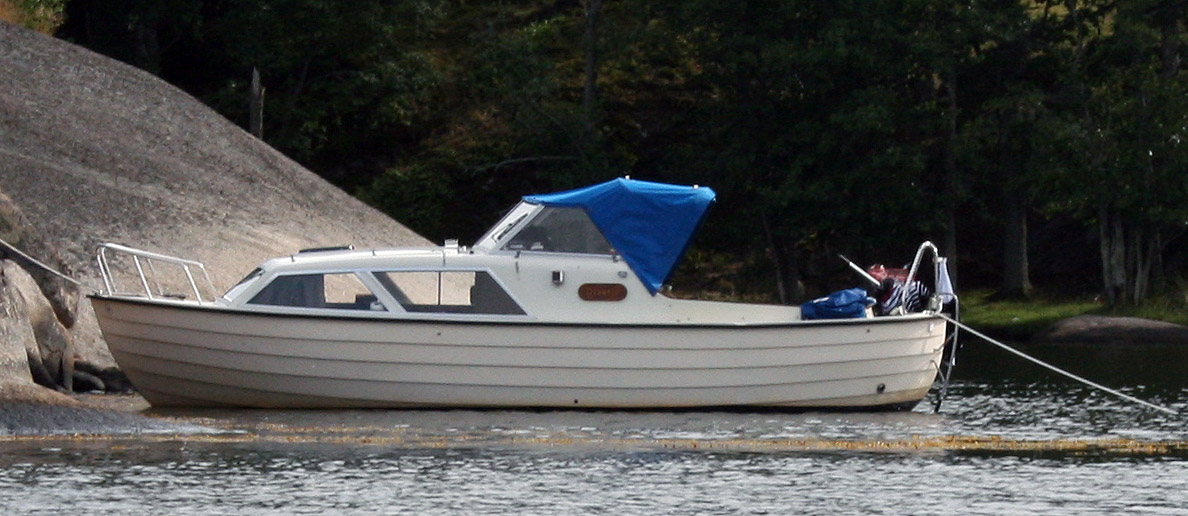
Motorsnipa med ruff
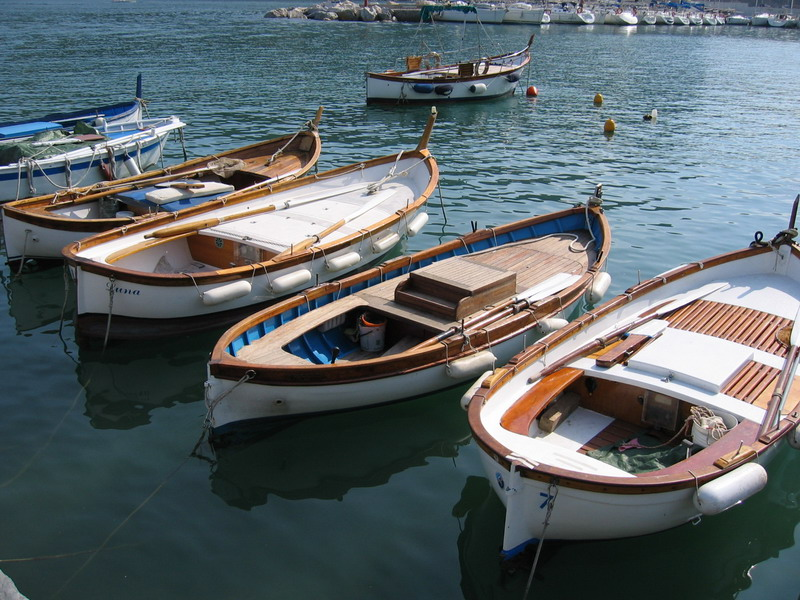
Snipor i plast och trä i kravell från Italien